# سيريل س. بيريرا
سيريل س. بيريرا هو مترجم سريلانكي، ولد في 3 يونيو 1923 في كولمبو في سريلانكا، وتوفي بنفس المكان في 4 سبتمبر 2016.